# OpenEDR
OpenEDR是由Xcitium发起的一个开源端點偵測與回應（EDR）项目。OpenEDR平台能够在基础安全事件级别进行分析，并为IT人员生成报告。
其源代码是开源的，可在GitHub上获取。